# Corycaeus inquietus
Corycaeus inquietus – niepewny taksonomicznie gatunek widłonoga z rodziny Corycaeidae. Nazwa naukowa tego gatunku skorupiaków została opublikowana pomiędzy 1852 a 1853 rokiem przez amerykańskiego zoologa Jamesa Dwighta Danę.